# 澗西蘇式建築群
涧西苏式建筑群是指苏联援建156项重点工程时在洛建造的厂房和生活区等，始建于1954年，投产于1965年。建筑群位于中国河南省洛阳市涧西区建设路50号，总面积9743.43平方米。主要包括一拖、中铝洛铜等企业的厂房，以及涧西区2号街坊、10号街坊等蘇聯建筑。建筑为苏联新古典主義加以云纹等中国民族装饰。
2013被列为中华人民共和国第七批全国重点文物保护单位。